# نشنال اینسترومنتز
شرکت نشنال اینسترومنتز (انگلیسی: National Instruments) یا NI، یک شرکت چند ملیتی آمریکایی با فعالیت بین‌المللی است. دفتر مرکزی آن در آستین، تگزاس است و تولیدکننده تجهیزات آزمايش خودکار و نرم‌افزار ابزار دقیق است. برنامه‌های معمول شامل داده‌برداری، کنترل ابزار و بینایی ماشین است.
در سال ۲۰۱۶، این شرکت محصولات خود را به بیش از ۳۵۰۰۰ شرکت با درآمد ۱٫۲۳ میلیارد دلار فروخت.

## تاریخچه

### شکل‌گیری
در اوایل دهه ۱۹۷۰، جیمز تراچارد، جف کودوسکی و بیل نوولین در آزمایشگاه‌های تحقیقات کاربردی دانشگاه تگزاس کار می‌کردند. به عنوان بخشی از یک پروژه تحقیقاتی برای نیروی دریایی ایالات متحده، این افراد از یک فناوری اولیه رایانه‌ای برای داده‌برداری و تجزیه و تحلیل داده‌ها استفاده می‌کردند. این سه نفر درحالیکه از روش‌های ناکارآمد داده‌برداری که استفاده می‌کردند ناامید شده بودند، تصمیم گرفتند محصولیتولید نمایند که کار آنها را با سهولت بیشتری انجام دهد. در سال ۱۹۷۶، این سه نفر در گاراژ خانه تراچارد، یک شرکت جدید تأسیس کردند. ابتدا آنها سعی کردند چندین نام از جمله Longhorn Instruments و Texas Digital انتخاب کنند اما همه رد شدند. سرانجام، آنها نام فعلی National Instruments را انتخاب کردند.
این گروه با وامی به مبلغ ۱۰ هزار دلار از بانک اینترفیست، یک مینی کامپیوتر PDP-11/04 خریداری کردند و برای اولین پروژه خود، یک رابط GPIB طراحی کرده و ساختند. اولین فروش آنها به پایگاه نیروی هوایی کلی در سن آنتونیو، تگزاس بود. از آنجا که این سه نفر هنوز در دانشگاه تگزاس استخدام بودند، در سال ۱۹۷۷ اولین کارمند تمام وقت خودبا نام کیم هریسون-هوسن را که وظیفه پردازش سفارشها، صورتحساب‌ها و پاسخگویی به مشتری را برعهده داشت استخدام کردند. در پایان سال آنها سه بورد GPIB فروخته بودند و برای جلب مشتری‌های بیشتر، برای ۱۵۰۰۰ کاربر مینی کامپیوتر PDP-11 ایمیلی در معرفی محصولات خود ارسال کردند. با افزایش فروش، در سال ۱۹۷۸ با اجاره یک دفتر ۶۰۰ فوت مربع (۵۶ متر مربع) در 9513 Burnet Road در آستین تگزاس، توانستند به یک فضای اداری واقعی منتقل شوند.

### دهه ۱۹۸۰
در پایان دهه ۱۹۷۰، این شرکت ۴۰۰٬۰۰۰ دلار سفارش و سود ۶۰٬۰۰۰ دلاری را ثبت کرد. در سال ۱۹۸۰ هر سه بنیان‌گذار شغل خود را در دانشگاه رها کردند تا تمام وقت خود را به National Instruments اختصاص دهند. در پایان سال فضایی با متراژ ۵۰۰ مترمربع اجاره کردند و شرکت را به یک دفتر بزرگتر منتقل نمودند. برای کمک به درآمدزایی، این شرکت پروژه‌های ویژه زیادی را بر عهده گرفت و روی سیستم کارت اعتباری پمپ سوخت و یک مولد سیگنال (Signal Generator) برای آزمایشهای صوتی سونار نیروی دریایی ایالات متحده کار کرد. در سال ۱۹۸۱، شرکت به فروش یک میلیون دلاری رسید که منجر به انتقال آنها به یک دفتر ۱۰ هزار فوت مربعی (۱۰۰۰ متر مربع) در سال ۱۹۸۲ شد.
در سال ۱۹۸۳، نشنال اینسترومنتز به یک نقطه عطف سازمانی رسید و اولین تابلوی GPIB خود را برای اتصال تجهیزات به رایانه‌های IBM توسعه داد. با این حال، با ورود کامپیوتر Macintosh که از واسط‌های گرافیکی بهره می‌بردند، این شرکت احساس آمادگی کرد تا از رابط‌های گرافیکی این کامپیوترها استفاده کند. کودوسکی یک تحقیقاتی مبتکرانه در زمینه استفاده از رابط جدید را با کمک محققان دانشجویی در دانشگاه تگزاس آغاز کرد. این تحقیقات منجر به ایجاد محصول شاخص NI، یعنی پلتفرم توسعه گرافیکی (به انگلیسی: Graphical Development Platform) با نام لب‌ویو (به انگلیسی: LabVIEW) برای رایانه Macintosh شد که در سال ۱۹۸۶ منتشر شد. این نرم‌افزار به مهندسان و دانشمندان این امکان را می‌دهد تا به جای تایپ کردن کد مبتنی بر متن، از طریق «سیم کشی» آیکون‌ها (به انگلیسی: Icon Wiring) برنامه‌نویسی کنند. با اجازه دادن به افراد برای استفاده از یک محیط توسعه بصری‌تر، با ساختار کمتر، بهره‌وری آنها بسیار افزایش می‌یابد، و این امر باعث محبوبیت بسیار زیاد LabVIEW شد. سال بعد، نسخه ای از LabVIEW، معروف به LabWindows، برای محیط DOS منتشر شد.
این شرکت تا سال ۱۹۸۶ دارای ۱۰۰ کارمند بود. به عنوان بخشی از تصمیم شرکت برای شروع فروش مستقیم محصولات خود، NI در سال ۱۹۸۷ اولین شعبه بین‌المللی خود را در توکیو، ژاپن افتتاح کرد.

### دهه ۱۹۹۰
پس از افزایش تعداد کارکنان به حدی که تمامی فضاهای ساختمان کاملاً پر شده بود، در سال ۱۹۹۰ شرکت نشنال اینسترومنتز به ساختمان جدیدی در 6504 Bridge Point Parkway نقل مکان کردند، در سال ۱۹۹۱ شرکت این ساختمان را خریداری کرد.
NI اولین حق ثبت اختراع خود را برای LabVIEW در سال ۱۹۹۱ دریافت کرد. بعداً در همان سال، آنها سیستم مطلوب‌ساز سیگنال (به انگلیسی: Signal Conditioning) برای ابزار تحقیقاتی (به انگلیسی: Signal Conditioning eXtensions for Instrumentation) یا به اختصار SCXI را بمنظور بهبود فرایندهای پردازش سیگنال معرفی کردند. در سال ۱۹۹۲، اولین بار LabVIEW برای رایانه‌های شخصی مبتنی بر ویندوز منتشر شد.
با توجه به اینکه LabVIEW اکنون در دسترس مخاطبان بسیار بیشتری قرار داشت، در سال ۱۹۹۳ این شرکت به نقطه عطف ۱۰۰ میلیون دلار فروش سالانه رسید. برای جذب برنامه‌نویسان C و ++C، در همان سال شرکت LabWindows/CVI را معرفی کرد. در سال ۱۹۹۴ شرکت اولین صفحه وب شرکت با نام natinst.com را منتشر کرد. با ادامه رشد شرکت، دیگر فضای ۱۲٬۶۰۰ متر مربعی پاسخگوی نیاز شرکت نبود به همین دلیل در سال ۱۹۹۴، در یک مکان ۷۲ هکتاری (۲۹۰٬۰۰۰ متر مربع) در شمال آستین مستقر شد. در این زمان، تعداد کارمندان NI به ۱۰۰۰ کارمند رسیده بود.
پردیس جدید NI، که در سال ۱۹۹۸ افتتاح شد، مناسب کارمندان طراحی شده‌است. این محوطه شامل مناطق اختصاصی "بازی"، از جمله زمین‌های بسکتبال و والیبال، سالن بدنسازی کارمندان و مسیر پیاده‌روی در سطح پردیس است. هر یک از ساختمانهای این پردیس با پنجره پوشیده شده به طوری که کارمندان مستقر در اتاق‌ها همیشه چشم‌انداز آفتاب و منظره شمال غربی آستین را دارند. برای حفظ تمرکز بر تساوی بین کارمندان، حتی "دکتر T"، مدیرعامل شرکت نیز، در یک اتاقک باز می‌نشیند و اتاقی اختصاصی ندارد.
به عنوان بخشی از بسته‌های مزایا و پاداش، به کارمندان سهام خصوصی شرکت داده شده بود. هنگامی که شرکت در سال ۱۹۹۵ سهامی عام شد، بیش از ۳۰۰ کارمند فعلی و سابق سهامدار شرکت بودند. این شرکت اکنون با نماد NATI در بورس NASDAQ دادوستد می‌شود.
در اواخر دهه ۱۹۹۰، مشتریان استفاده از LabVIEW را در برنامه‌های اتوماسیون صنعتی آغاز کرده بودند. با استفاده از LabVIEW و کارت‌های پیشرفته‌تر DAQ که توسط شرکت ارائه شده بود، مهندسان می‌توانستند ابزارهای گران‌قیمت و از نظر عملکر غیرقابل تغییر را با سیستم‌هایی انعطاف‌پذیر و مبتنی بر رایانه شخصی جایگزین کنند، در نتیجه این اتفاق داده‌برداری انعطاف‌پذیرتر و کم هزینه‌تر شد. سیستمهای دریافت داده از سنسور که اغلب به اختصار DAS یا DAQ نوشته می‌شوند، سیستم‌هایی هستند که برای اندازه‌گیری و ردیابی نوعی از سیستم فیزیکی طراحی شده‌اند و داده‌های خروجی از این سیستم‌ها را به فرمی قابل مشاهده و پردازش در رایانه تبدیل می‌کنند. با خرید نرم‌افزار Georgetown Systems Lookout توسط شرکت، محصولات NI بیشتر به محیط‌های صنعتی و کارخانه‌ها راه یافتند. تا سال ۱۹۹۶، شرکت نشنال اینسترومنتز فروش ۲۰۰ میلیون دلاری سالانه داشت و در لیست ۲۰۰ شرکت برتر کوچک مجله فوربس قرار گرفت.
طی چندین سال آینده، مهندسان در NI مرزهای ابزار دقیق را گسترش دادند، نرم‌افزارها و سخت‌افزارهای بینایی ماشین تولید کردند، که به دوربین‌ها اجازه می‌دهد مانند سنسورها عمل کنند.

### دهه ۲۰۰۰
در نتیجه سرمایه‌گذاری شرکت در زمینه وب با هدف معرفی بیشتر و بهتر محصولات، و بعد از ثبت دامنه ni.com بازدید کاربران از وبسایت شرکت و فروش محصولات از طریف سایت به شدت افزایش پیدا کرد. شرکت به سرعت با هدف کمک به مشتریان در تصمیم‌گیری برای اینکه کدام محصول بهتر نیاز آنها را برآورده خواهد کرد ابزارهای پیکربندی آنلاین معرفی کرد. همزمان به ارائه NI Developer Zone پرداخت که به کاربران نهایی (به انگلیسی: end-user) و توسعه دهندگان (به انگلیسی: Developer) اجازه می‌داد تا به کدهای نمونه (به انگلیسی: Sample Code) و برنامه‌های نمونه (به انگلیسی: Example Program) دسترسی داشته باشند. همچنین با توسعه انجمن‌هایی که در آن کاربران و کارمندان NI می‌توانستند در تعامل با یکدیگر به حل مشکلات کمک کنند، محصولات و خدمات پس از فروش خود را برای مشتریان جذاب‌تر کرد.
در دهه ۲۰۰۰، شرکت نشنال اینسترومنتز صادرات بیشتر تولیدات خود را به خارج از کشور آغاز کرد و اولین کارخانه بین‌المللی خود را در دبرتسن، مجارستان افتتاح کرد. این کارخانه با مساحت ۱۴۴۰۰۰ فوت مربع (۱۳۴۰۰ متر مربع) با تنوع بخشیدن به تولیدات شرکت کمک کرد. NI اکنون تقریباً ۹۰٪ از تولیدات خود را در دبرتسن تولید می‌کند. در سال ۲۰۱۱ با اعطای کمک چند میلیون دلاری از طرف دولت مجارستان، NI تولید در Debrecen را تقریباً ۲۰ درصد افزایش داد.
طبق مدل شرکت برای فروش مستقیم محصولات به مشتریان، تا سال ۲۰۰۶ شرکت ۲۱ دفتر فروش در اروپا و ۱۲ دفتر در منطقه آسیا/اقیانوس آرام و همچنین تعداد زیادی دفاتر در قاره آمریکا، آفریقا و خاورمیانه افتتاح کرد. مراکز تحقیق و توسعه در ایالات متحده، آلمان، هند، رومانی، چین، کانادا و مالزی واقع شده‌اند.

### دهه ۲۰۱۰
در ژانویه ۲۰۱۳، National Instruments کلیه سهام Digilent Inc را به تملک خود درآورد. Digilent در سال ۲۰۰۰ توسط دو استاد مهندسی برق دانشگاه ایالتی واشینگتن با نام‌های «کلینت کول» و «ژن اپرسون» تأسیس شد و با فروش تجهیزات آزمایشی قابل توسعه به هزاران دانشگاه، تبدیل به یک شرکت بزرگ چند ملیتی در بخش آموزش مهندسی شد.

### دهه ۲۰۲۰
در ۱۶ ژوئن سال ۲۰۲۰، National Instruments اعلام کرد که رسماً نام شرکت را به NI تغییر می‌دهد. نامه ای از رئیس هیئت مدیره و مدیر عامل شرکت اریک استارکلوف در مورد این تغییر توضیح داد:
National Instruments برای خدمت بهتر به شما تغییر یافته‌است - مهندسان و شرکتهایی که راه‌حلهای خارق‌العاده ای برای چالشهای جهان ارائه می‌دهند؛ بنابراین، ممکن است متوجه برخی تغییراتی که در ما اتفاق افتاده‌است شده باشید. به عنوان اولین قدم، بابت قدرانی از بازارهای جهانی که ما به آنها خدمت می‌کنیم نام خود را به NI کوتاه می‌کنیم هدف از این تغییر تصدیق این نکته نیز است که ما امروزه کارهای بسیار بیشتری از تولید "Instruments" انجام می‌دهیم.